# Гомес Рамирес, Адриан
Адриан Гомес Рамирес (исп. Adrián Gómez Ramírez; род. 17 января 1994, Куэнка, Кастилия-Ла-Манча) — испанский футболист, защитник.

## Биография
Футбольную карьеру начал в 2013 году в резервном клубе «Валенсии».
Осенью 2013 года подписал на год контракт с клубом «Ла-Рода», выступающем в Сегунде Б (третьей Лиге Испании).
В 2014 году перешёл в фарм-клуб «Альбасете», также выступавший в Сегунде Б, сыграл 30 игр. В следующем сезоне начал привлекаться в основной состав, выступающий в Сегунде. Но в сезоне 2017/18 вышел на замену всего в одном матче и отправился в аренду.
В начале 2018 года по договору аренды с января до ноября перешёл в казахстанский клуб «Иртыш» из Павлодара, новым главным тренером которого стал 32-летний испанец Херард Нус.